# Exact Audio Copy
Exact Audio Copy o più semplicemente EAC, è un software proprietario per l'estrazione (ripping) delle tracce audio da supporti CD Audio. Il programma è stato scritto e progettato da Andre Wiethoff per il sistema operativo Microsoft Windows, ma è stato testato con successo anche su Linux tramite l'utilizzo di Wine.
A differenza di molti altri programmi di ripping, EAC è noto per il suo avanzato sistema di correzione degli errori, che consente di ottenere copie fedeli all'originale anche da CD danneggiati o graffiati. Il software permette di estrarre le tracce in formato WAV e, tramite l'integrazione con codec esterni, di convertirle in vari formati audio, sia con compressione lossy (MP3, AAC, Ogg Vorbis) che lossless (FLAC, ALAC, WavPack).
Tra le sue funzionalità avanzate, Exact Audio Copy supporta:
- AccurateRip, un database online che confronta le estrazioni con quelle di altri utenti per verificarne l'accuratezza.
- Cue Sheets, che permettono di ricostruire fedelmente la struttura del CD, inclusi gap, attributi delle tracce, ISRC (International Standard Recording Code) e CD-TEXT
- Rilevamento avanzato degli errori, con tecniche come la rilettura multipla delle tracce per ridurre al minimo gli artefatti audio.
- Supporto per drive CD/DVD con offset correction, per un’estrazione più precisa dei dati.
- Interrogazione automatica di freedb o servizi alternativi, per recuperare titoli, artisti e altre informazioni sulle tracce, semplificando la compilazione automatica dei metadati e dei tag.
- Creazione automatica del percorso di destinazione, utilizzando le informazioni estratte dai brani (come artista, album e titolo della traccia), permettendo un'archiviazione organizzata senza intervento manuale.

Exact Audio Copy è distribuito con licenza freeware per uso non commerciale. La sua elevata precisione nell’estrazione delle tracce audio e la capacità di recuperare dati da CD danneggiati lo hanno reso particolarmente popolare tra gli audiofili e gli appassionati di musica digitale.